# Noce Harlemu
Noce Harlemu (ang. Harlem Nights) – amerykańska komedia kryminalna z 1989 roku.

## Główne role
- Eddie Murphy – Quick
- Richard Pryor – Sugar Ray
- Redd Foxx – Bennie Wilson
- Danny Aiello – Phil Cantone
- Michael Lerner – Bugsy Calhoune
- Della Reese – Vera
- Berlinda Tolbert – Annie

i inni

## Opis fabuły
Harlem. Sugar Ray i jego przybrany syn Quick prowadzą nocny klub, który przynosi zyski mimo braku koncesji. Przychodzą do niego ludzie z pierwszych stron gazet, tańczą, grają w gry hazardowe. Gangster Bugsy Calhoune chce przejąć klub do swego imperium.

## Nagrody i nominacje
Oscary za rok 1989
- Najlepsze kostiumy – Joe I. Tompkins (nominacja)

Złota Malina 1989
- Najgorszy scenariusz – Eddie Murphy
- Najgorsza reżyseria – Eddie Murphy (nominacja)